# Classe Hébé

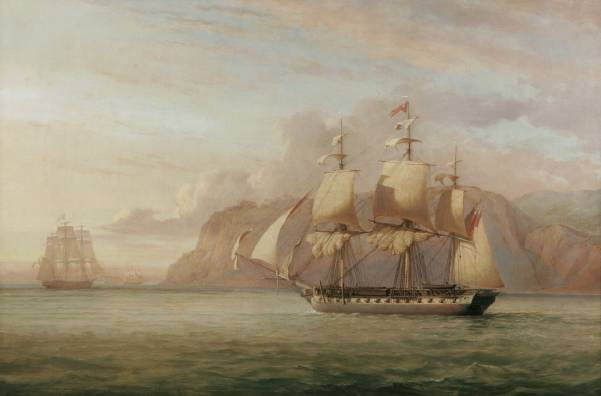
La Proserpine, après sa capture par la Royal Navy.

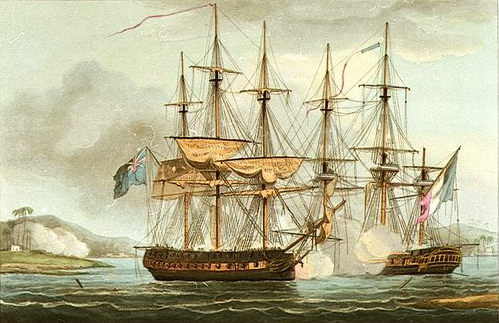
Le HMS Sibylle capturant la Chiffone.

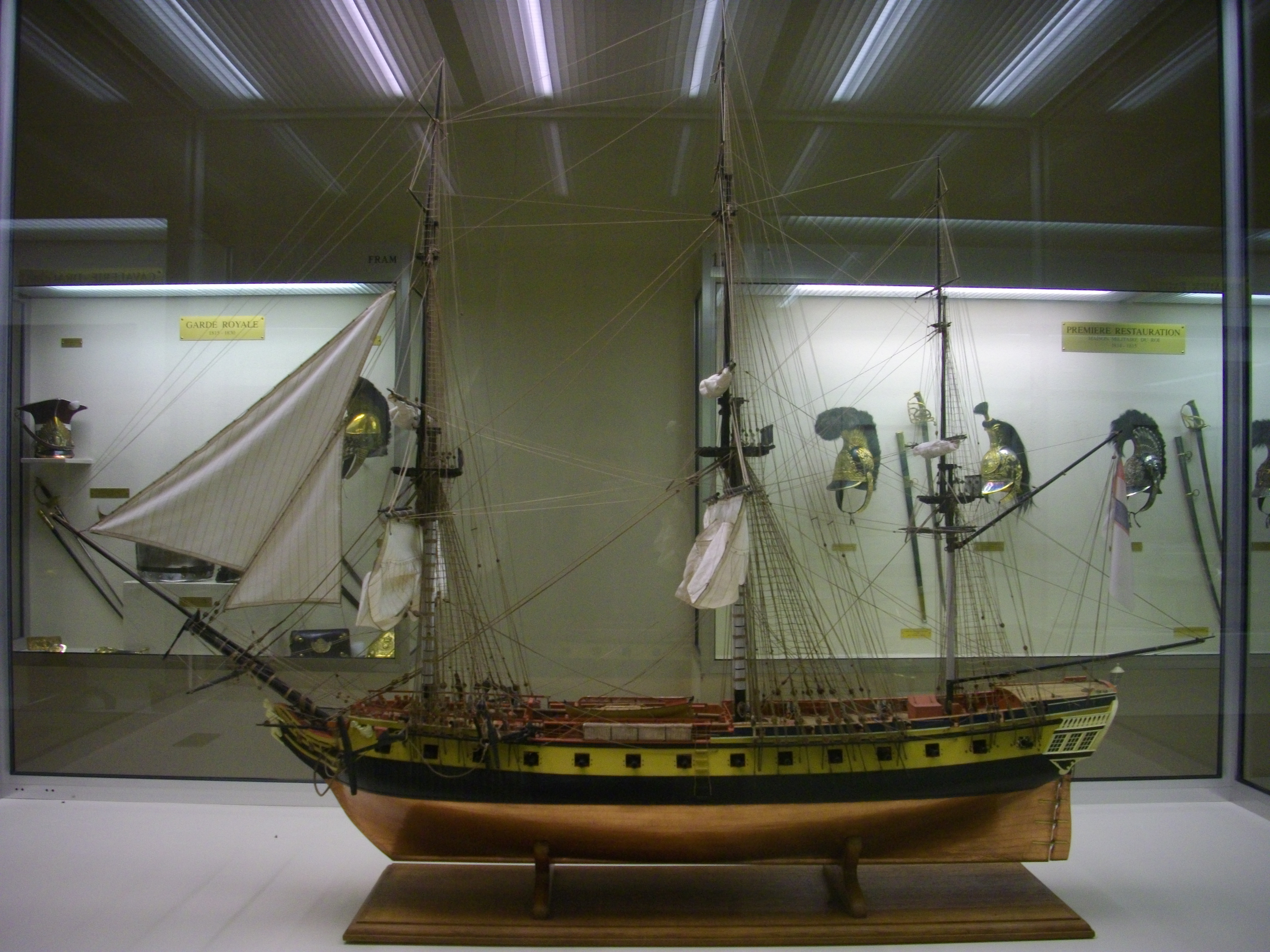
La Dryade, maquette au Musée Saint-Remi de Reims.

La classe Hébé est une série de six frégates lancées par la France entre 1782 et 1793. Ce sont des frégates de 18 (en raison du calibre de leur artillerie) portant 38 canons.

## Conception
Les plans établis en 1781 de la frégate Hébé, la première frégate portant du 18 livres, sont de l'ingénieur Jacques-Noël Sané, qui fait évoluer son modèle de frégates jusqu'à la fin de l'Empire :
- classe Virginie, portant 44 pièces (30 canons et 14 caronades), 10 unités lancées de 1794 à 1802 ;
- classe Hortense, portant 44 pièces (36 canons et 8 caronades), 7 unités lancées de 1803 à 1807 ;
- classe Pallas, portant 44 pièces (36 canons et 8 caronades), 54 unités lancées de 1805 à 1832.

D'autres frégates de 18 sont construites à partir des plans d'autres ingénieurs, sans parler des frégates de 12 (frégates plus petites portant 32 canons) et de 24 (grosses frégates portant 50 canons).

## Caractéristiques
La coque fait 152 pieds de long (46,3 mètres), 39 pieds de large (11,9 mètres) et 18 pieds de creux (5,5 mètres de tirant d'eau).
La frégate jauge 1 063 tonneaux.
Ce type de frégate est armé avec 38 canons :

26 canons de 18 livres dans sa batterie ;

6 canons de 8 livres sur son gaillard avant ;

6 canons de 8 livres sur son gaillard arrière.

Poids total d'une bordée : 564 livres de boulets de fonte.
300 hommes sont nécessaires pour manœuvrer et armer une frégate de cette série.

## Navires de la classe
| Nom        | Arsenal    | Construction | Historique | Fin                                   |
| Hébé       | Saint-Malo | 1781-1782    | capturée par les Britanniques en 1782, renommée HMS Hebe, puis HMS Blonde en 1805 | démolie                               |
| Vénus      | Brest      | 1781-1782    | | naufragée dans l'océan Indien en 1788 |
| Dryade     | Saint-Malo | 1782-1783    | | démolie en 1801                       |
| Proserpine | Brest      | 1784-1785    | capturée par les Britanniques en 1796, renommée HMS Amelia, elle détruit les frégates françaises l’Amazone en 1811 et l’Aréthuse en 1813                                                                      | démolie en 1816                       |
| Sibylle    | Toulon     | 1790-1792    | capturée par les Britanniques en 1794, renommée HMS Sybille, elle capture les frégates françaises la Forte en 1799 et la Chiffonne en 1801. Sa dernière campagne est contre les navires négriers en 1827-1830 | vendue en 1833                        |
| Carmagnole | Brest      | 1792-1793    | | naufragée à Flessingue en 1800        |